# 31e brigade (France)
Pour les articles homonymes, voir 31e brigade.
La 31e brigade est une unité militaire française interarmes. Elle est créée en 1981 et dissoute en 1984. 

## Historique
Le 1er juillet 1981, l'état-major de l'armée de terre française décide de créer une brigade de combat interarmes. Placée sous les ordres du général commandant le Groupement de Légion étrangère (GLE), que commande de 1981 a 1982 le général de brigade Paul Lardry puis de 1984 a 1984 le général Jean-Claude Coullon (en), elle comprend organiquement:
- un état-major à Aubagne ,
- La 31e Compagnie de Commandement et de Transmissions, basée à la caserne Saint-Martin au sein du 45e régiment de transmissions de Montélimar (Drôme),
- le Groupement opérationnel de la Légion étrangère (G.O.L.E) stationné à Bonifacio en Corse, redevenu 2e régiment étranger d'infanterie en 1983 lors de son arrivée à Nîmes.
- le 21e régiment d'infanterie de marine,

Elle bénéficie en outre du soutien d'escadrons de chars AMX 30 du 501e régiment de chars de combat. Elle peut être renforcée, à la demande, plus particulièrement par le 1er régiment étranger de cavalerie ainsi que le 1er régiment étranger, puis de soutien d'escadrons AMX 10 RC du 21e régiment d'infanterie de marine de Fréjus qui est en mesure de fournir un élément de commandement et de soutien immédiat.
L'état-major de la brigade est stationné à Aubagne. De mai à septembre 1983, la 31e brigade intervient au Liban, dans le cadre de la Force multinationale de sécurité à Beyrouth (F.M.S.B.).
Dissoute le 28 juin 1984, elle est remplacée par la 6e division légère blindée.